# Peintures mythologiques

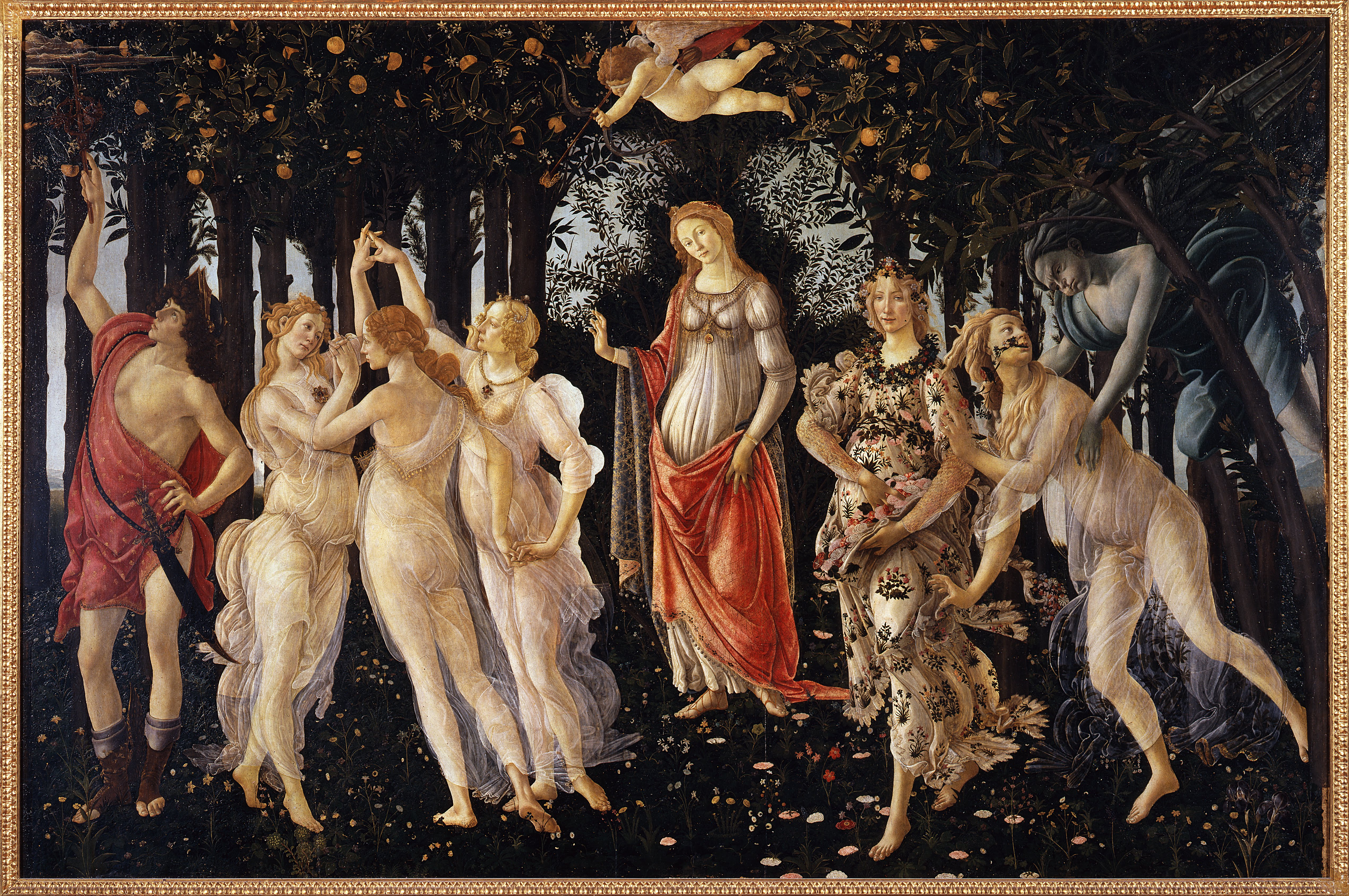
Le Printemps.

Les Peintures mythologiques – ou Allégories mythologiques – sont une série de tableaux réalisés par le peintre florentin Sandro Botticelli entre 1482 et 1486 pour les quatre principales compositions originales, jusqu'au milieu des années 1490 pour les œuvres apparentées.
En amendant les motifs de tradition gréco-romaine selon le néoplatonisme alors en vogue parmi les élites de la Renaissance italienne en Toscane, ces tableaux initient la réémergence du genre antique que l'on nomme peinture mythologique tout en s'apparentant par ailleurs à des allégories de la flore, du printemps, de la beauté ou de l'amour. Se choisissant pour figure centrale la déesse Vénus, ils élargissent en outre le champ d'emploi du nu féminin, au-delà des représentations religieuses autorisées, telles que celles de l'Ève biblique.
Tableaux de mariage composés sur commande pour décorer le mobilier caméral de la maison de Médicis ou cycle de fresques extraites de la villa Lemmi, propriété de la riche famille Tornabuoni, ces chefs-d'œuvre du peintre, de la Renaissance artistique à Florence et finalement de l'art européen sont pour certains mondialement célèbres, par exemple, tous conservés à la galerie des Offices, Pallas et le Centaure, ou surtout Le Printemps et La Naissance de Vénus.

## Galerie

### Œuvres principales

La Naissance de Vénus, galerie des Offices, Florence.
Pallas et le Centaure, galerie des Offices, Florence.
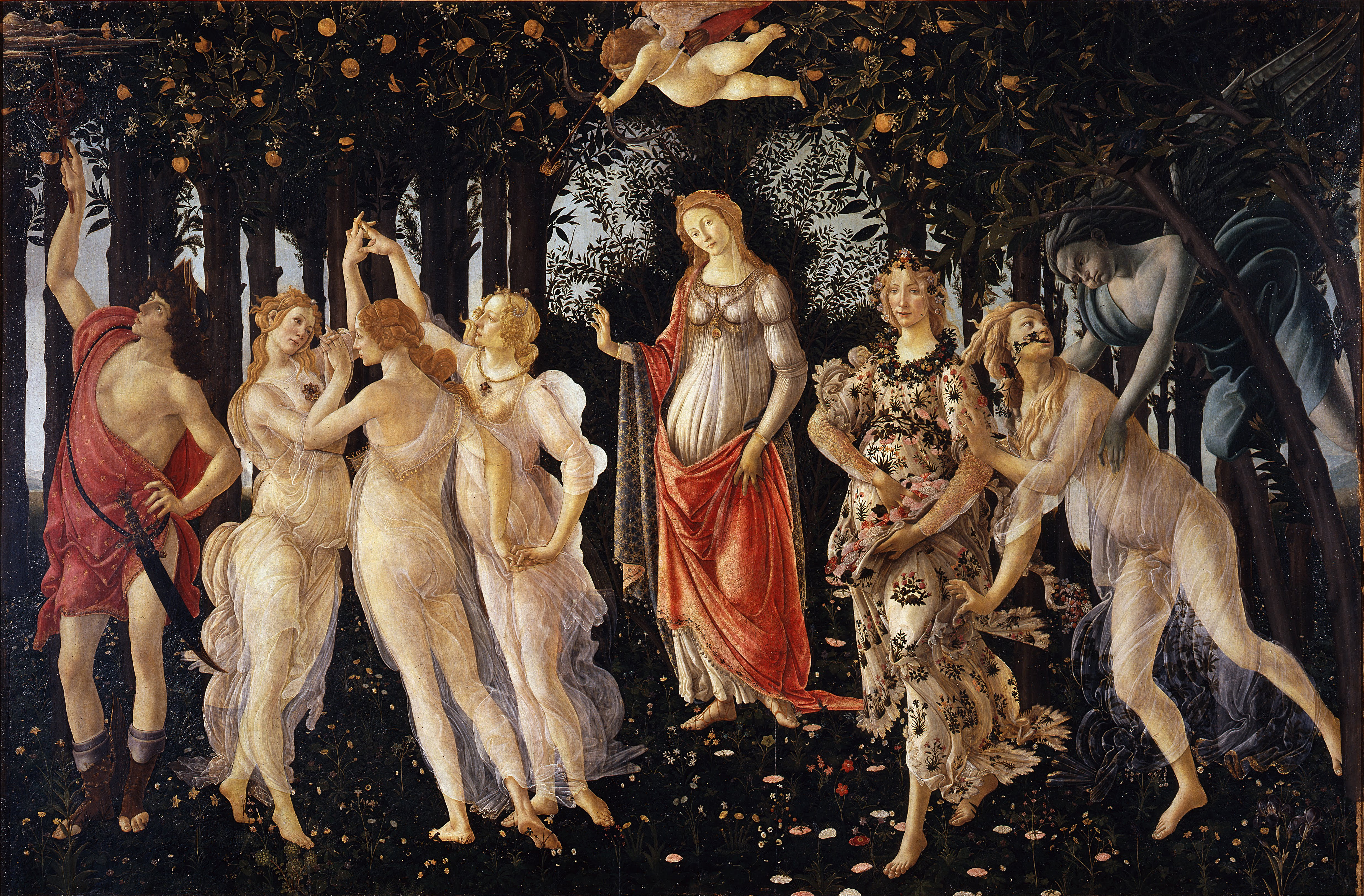
Le Printemps, galerie des Offices, Florence.
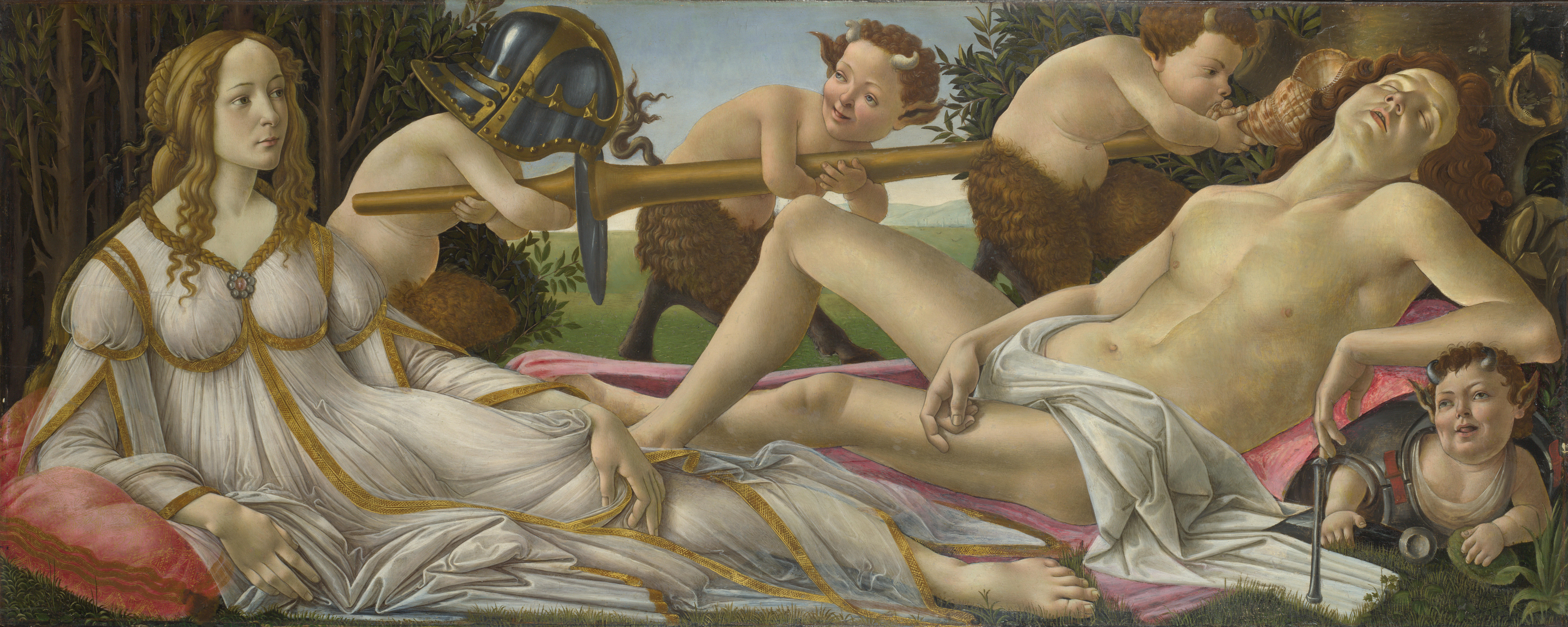
Vénus et Mars, National Gallery, Londres.

### Œuvres apparentées

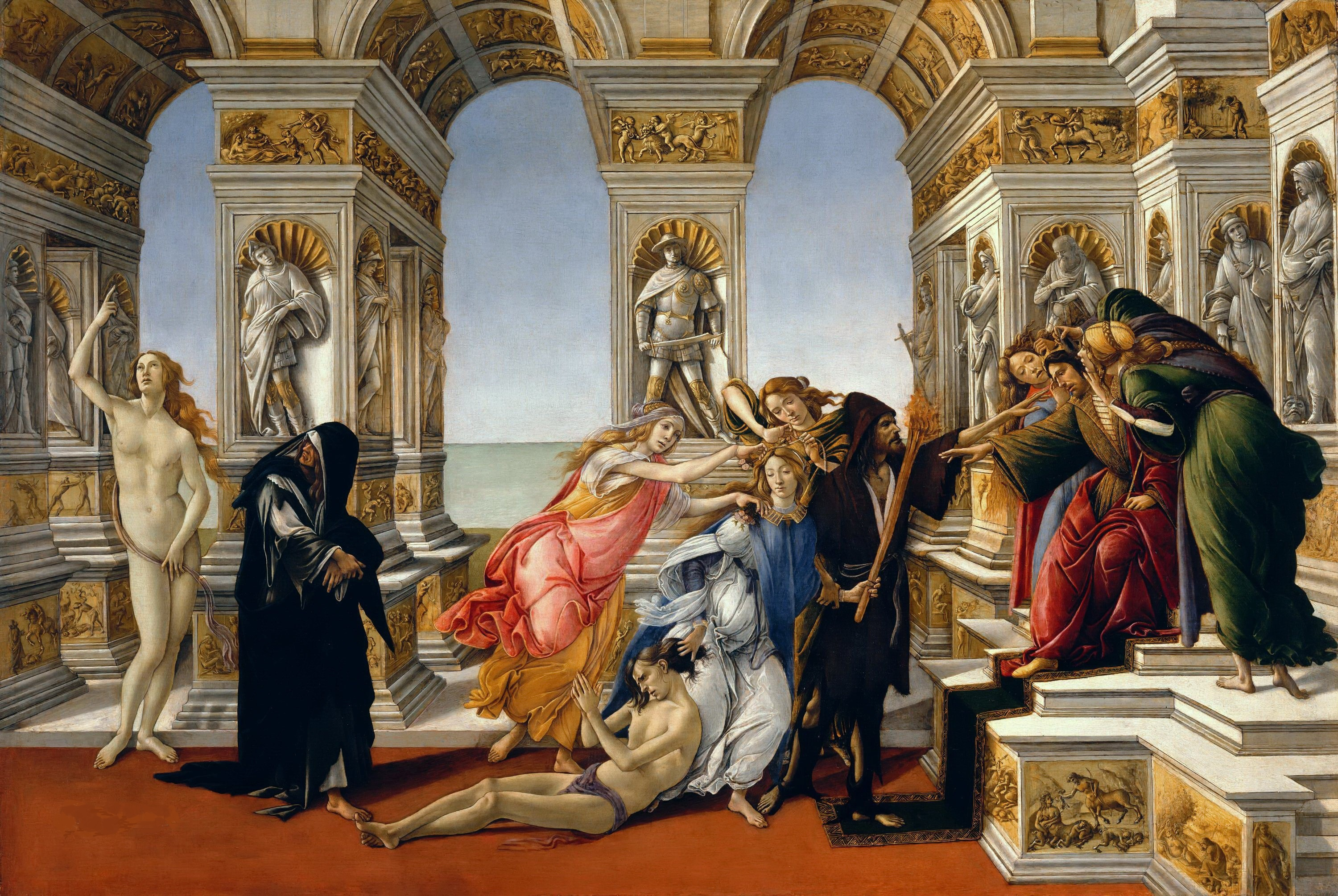
La Calomnie d'Apelle, galerie des Offices, Florence.
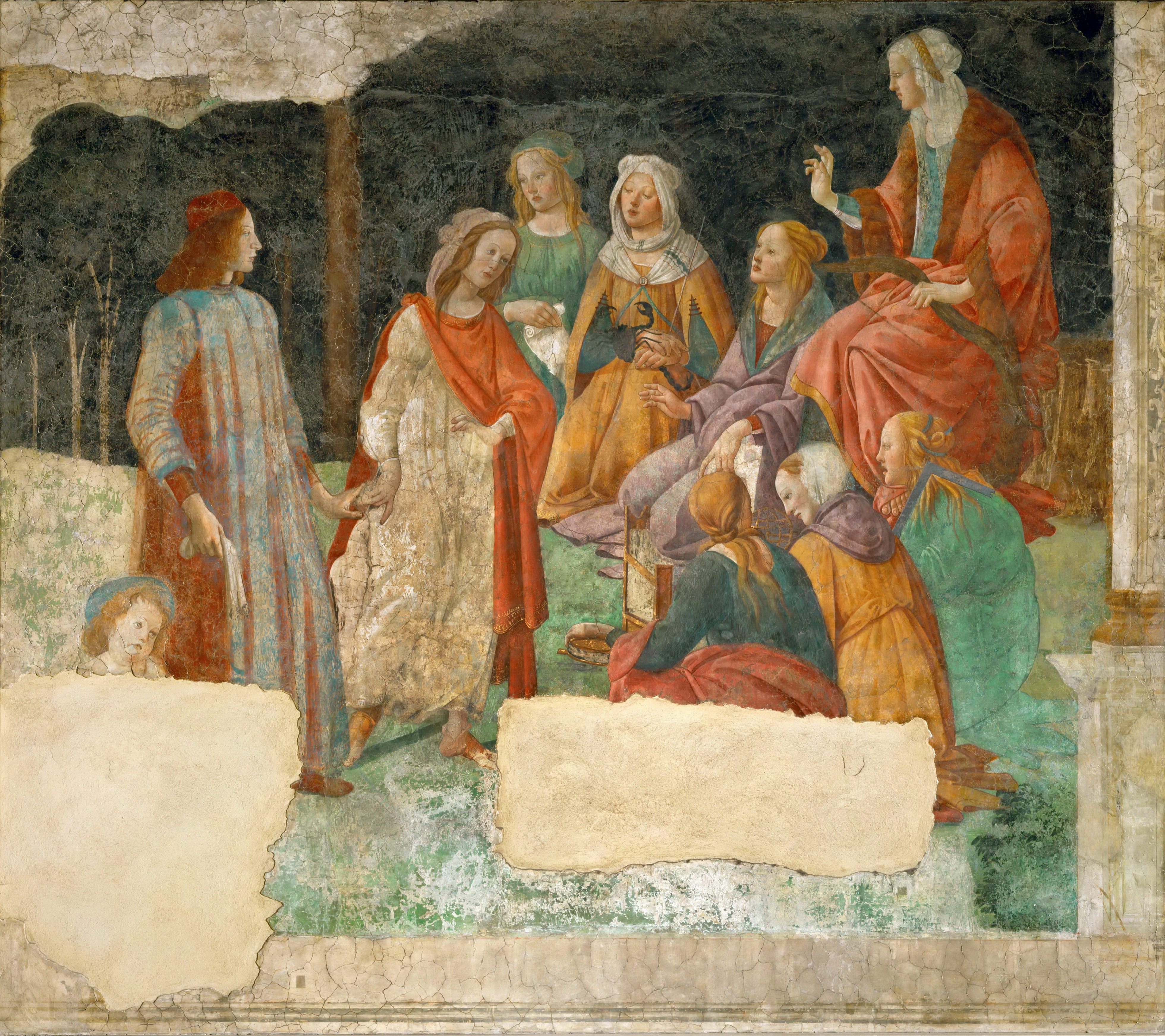
Un jeune homme présenté par Vénus aux sept Arts libéraux, musée du Louvre, Paris.
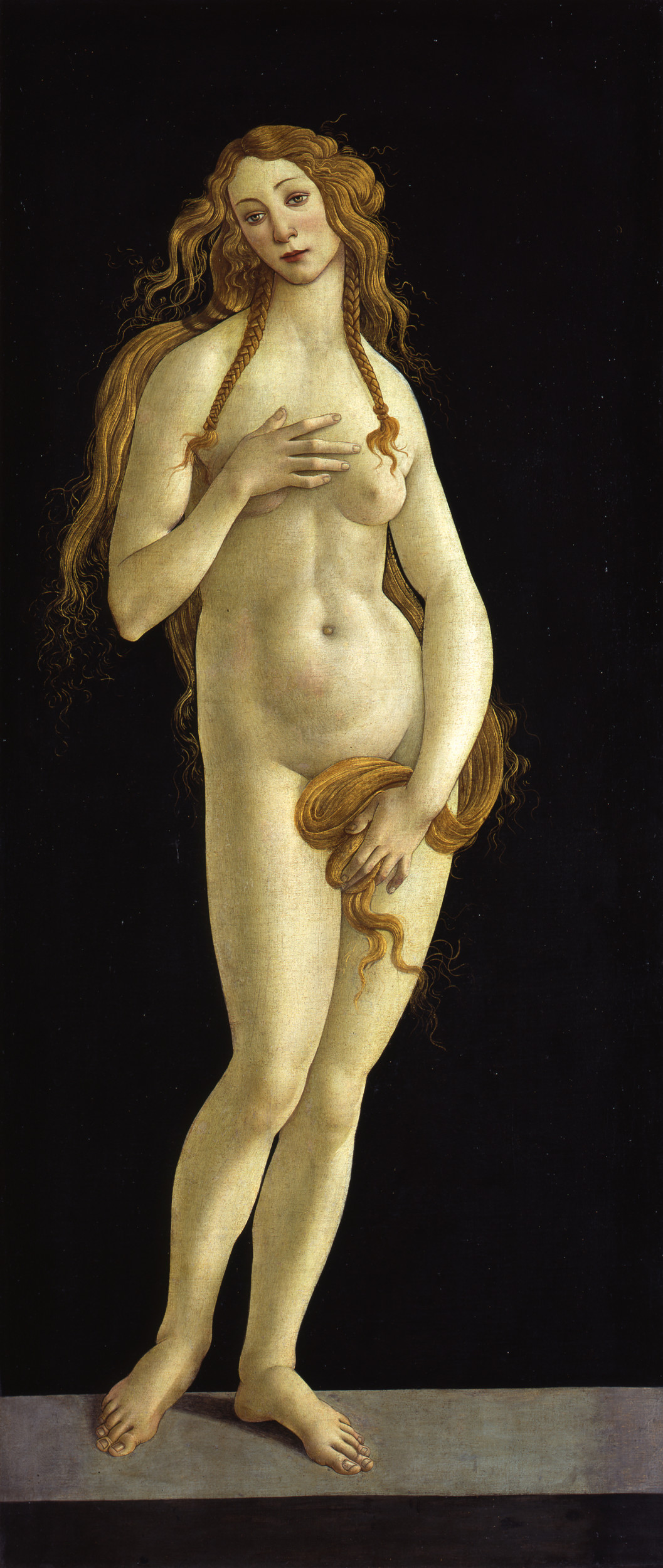
Vénus, Gemäldegalerie, Berlin.
Vénus et les trois Grâces offrant des présents à une jeune fille, musée du Louvre, Paris.
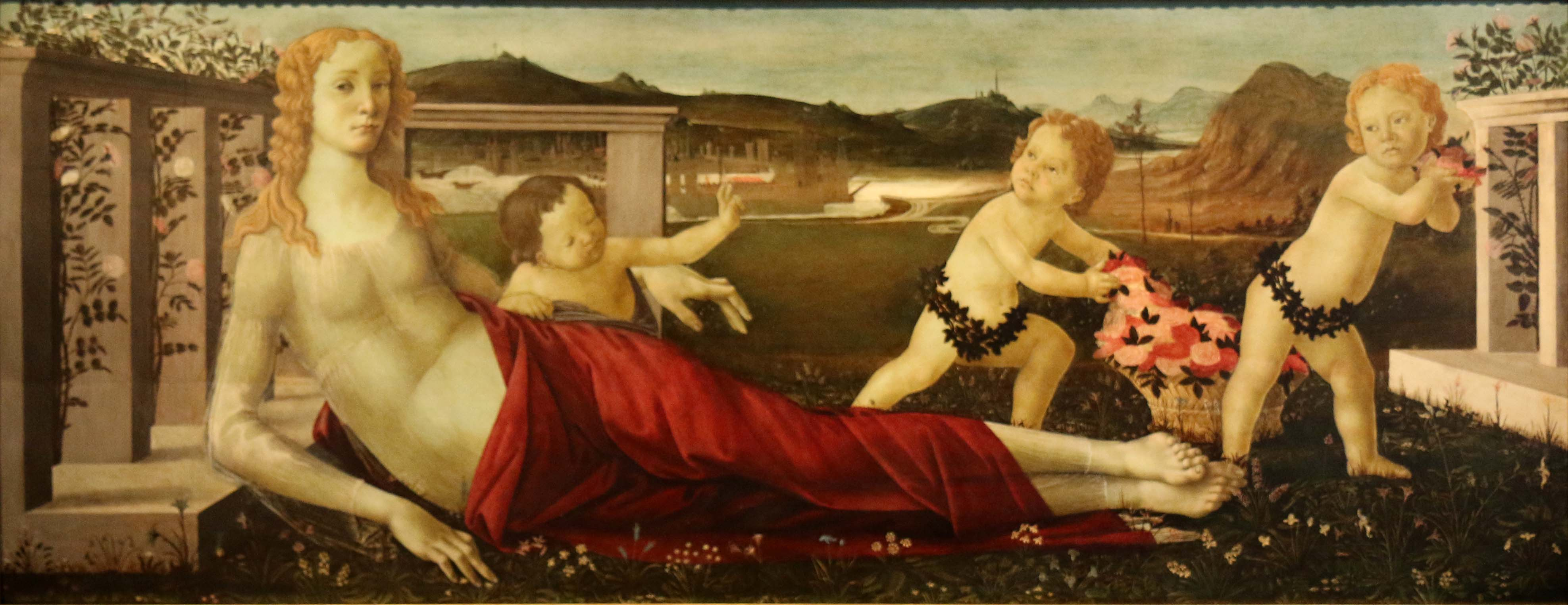
Vénus et trois putti, musée du Petit Palais, Avignon.
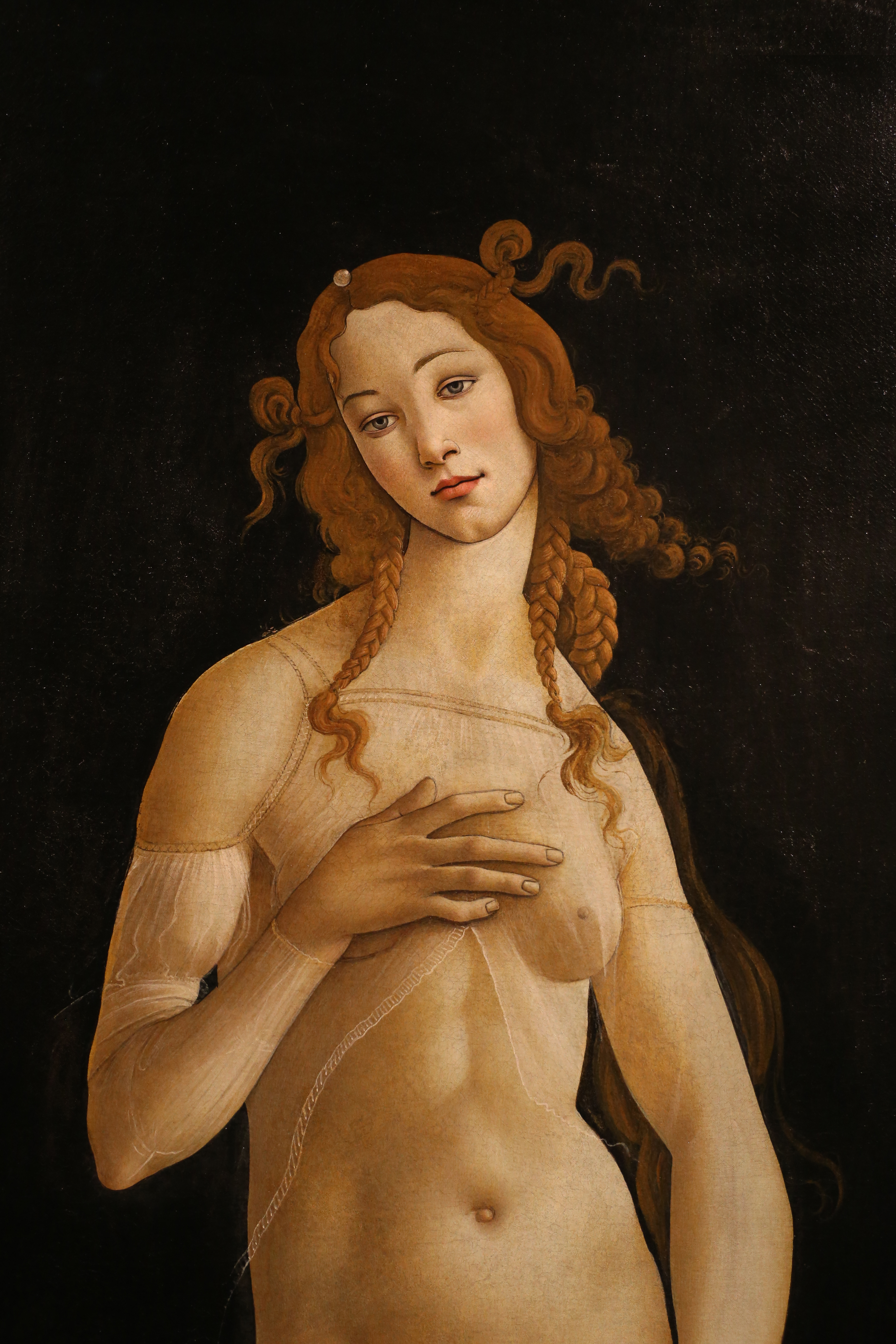
Vénus pudique (détail), Galerie de Savoie, Turin.